# Catharus dryas
Catharus dryas е вид птица от семейство Turdidae.

## Разпространение
Видът е разпространен в Аржентина, Боливия, Колумбия, Еквадор, Салвадор, Гватемала, Хондурас, Мексико, Перу и Венецуела.